# Список видань з історії української літератури
Список видань з історії української літератури
- Апокрифи і леґенди з українських рукописів : [у 5 т.] / зібрав, упорядкув. і пояснив др. Іван Франко ; Львів. нац. ун-т ім. Івана Франка, Ін-т франкознавства. - Л. : Львів. нац. ун-т ім. Івана Франка, 2006. - ISBN 966-613-411-Х.

Т. 1 : Апокрифи старозавітні / [передм. Я. Мельник]. - Репр. вид. 1896 р. - 2006. - XLII, LXVI, 394 с. : портр. - 500 пр. - ISBN 966-613-421-7 (I т.)
Т. 2 : Апокрифи новозавітні. А. Апокрифічні євангелія [Архівовано 13 лютого 2017 у Wayback Machine.]. - Репр. вид. 1899 р. - 2006. - LXXVIII, 443 с. : портр. - 500 пр. - ISBN 966-613-439-X (II т.)
Т. 3 : Апокрифи новозавітні. Б. Апокрифічні діяння апостолів [Архівовано 13 лютого 2017 у Wayback Machine.]. - Репр. вид. 1902 р. - 2006. - LXVIII, 360 с. : портр. - 500 пр. - ISBN 966-613-440-3 (III т.)
Т. 4 : Апокрифи есхатологічні [Архівовано 13 лютого 2017 у Wayback Machine.]. - Репр. вид. 1906 р. - 2006. - XLVII, 524 с. : портр. - 500 пр. - ISBN 966-613-441-1 (IV т.)
Т. 5. Легенди про святих. Часть перша. Репринт. видання 1910 року . - 2006. - 312 с.
- Михайло Максимович (1804–1873), перші в Україні фундаментальні праці «История древней русской словесности» (1839) та «Начатки русской филологии» (1848).
- Омелян Огоновський, «Історія літератури руської» (1882–1894)

Історія літератури руської [української] / О. Огоновський. - Мюнхен, [19--?] .
Ч. 1, 4 : XI-XVIII вік (Ч.1) ; Етнографія (Ч.4) ; . - Фотопередр.з вид. Львів 1887, 1894 рр./ З післясл. О. Горбача. - 1992. - Різн. паг. - (Українське літературознавство / Український Вільний Університет. Філософічний факультет ; вип. 7)
- Нарис історії українсько-руської літератури до 1890 р. [Архівовано 13 лютого 2017 у Wayback Machine.] / написав Іван Франко. — Львів : Накладом Укр.-рус. вид. спілки, 1910. — 450 с.
- Русько-українська література [Архівовано 13 лютого 2017 у Wayback Machine.] / написав др. Іван Франко. – Чернівці : Накладом ред. ”Буковини”, 1898. – 35 с.
- Богдан Лепкий «Начерк історії української літератури» (1909–1912)

Начерк історії української літератури / Б. Лепкий. - Коломия : Оренштайн ; Москва : Соломчак, [Б.р.]. - 320 с.
- С. Єфремов «Історія українського письменства» (1912). Перевидана в Києві: Femina, 1995. — 685 с.
- М. Возняк, тритомна «Історія української літератури» (1920–1924), видана у Львові

Т. 3., ч. 2 : Віки XVI-XVIII (Ч. 2). - [Б. м.] : [б.в.], 1924. - IV, 564 с.
- Історія української літератури : підруч. для студ. вищ. навч. закл. / Михайло Возняк ; [упоряд., передм. М. Гнатюка]. - 2-ге вид., випр. - Л. : Світ, 2012. - 872 с. : рис., табл. - Бібліогр.: с. 806-848. - 500 пр. - ISBN 978-966-603-554-0
- М. Грушевський. Історія української літератури [Архівовано 29 квітня 2017 у Wayback Machine.] (тт. 1—5; 1923–1927).

Історія української літератури : в 6. т. 9. кн. / М. С. Грушевський. - К. : Либідь, 1994 . - (Літературні пам'ятки України). - ISBN 5-325-00572-3.
Т. 6, кн. 1 : Літературний і культурно-національний рух першої половини XVII ст. - К. : [б.в.], 1996. - 332 с. - ISBN 5-325-00673
- “Історія української літератури” Михайла Грушевського як органологічне джерело : [моногр.] / Богдан Кіндратюк ; [наук. ред. Ю. Ясіновський]. – Івано-Франківськ : Вид-во Прикарпат. нац. ун-ту ім. В. Стефаника, 2016. – 192 с.
- Дмитро Чижевський «Історія української літератури» (1942) — видана в Празі[1]
- Л. Білецький. «Історія української літератури» (1947) — написана за межами України.
- Інститут літератури імені Тараса Шевченка, колективна «Історія української літератури» у 2-х томах (1954–1956), створена під впливом антинаукових концепцій «марксистської історії української літератури, пройнята комуністичною ідейністю, войовнича, наступальна, спрямована проти будь-яких проявів ворожої ідеології в літературі»

Том перший. Дожовтнева література. (1954)
- Біо-бібліографічний словник «Українські письменники» в п'яти томах (1960–1965). У першому томі (укладач Л. Махновець), що вийшов за редакцією академіка О. Білецького, подано відомості про видання українського фольклору та давньої української літератури від XI до XVIII ст. включно.
- «Історія української літератури» у восьми томах, 1967–1971, К. : Наук. думка, голова редколегії — Є. Кирилюк. У першому томі, авторами якого є Л. Махновець, В. Крекотень, О. Мишанич, В. Колосова, висвітлюється процес розвитку стародавньої української літератури, починаючи від її зародження в епоху Київської Русі і закінчуючи аналізом пам'яток першої половини XVIII ст.,
- «Історія української літератури» в двох томах (1987–1988), голова редколегії І. Дзеверін
- Історія української літератури XI—XVIII ст. : навч. посіб. / П. В. Білоус. - К. : Академія, 2009. - 424 с. - (Серія "Альма-матер"). - Бібліогр.: с. 416-423. - ISBN 978-966-580-304-1
- Давня українська література : слов.-довід. / авт.-уклад. : Богдан Білоус, Петро Білоус, Оксана Савенко ; за ред. Петра Білоуса. – К. : ВЦ “Академія”, 2015. – 208 с. – (Nota Bene). – ISBN 978-966-580-345-4 (серія). – ISBN 978-966-580-466-6
- Історія української літератури (давньої) : навч. посіб. для студ. вищ. навч. закл. / О. П. Новик ; Бердянський держ. педагогічний ун-т. Інститут філології. - К. : Центр учбової літератури, 2007. - 224 с. - Бібліогр.: с. 215-216, в кінці розд. - ISBN 978-966-364-590-9
- Гомін віків: українська література давньої доби в наукових дослідженнях Івана Огієнка / В. П. Мацько. - Хмельницький : [б.в.], 2000. - 132 с. - ISBN 966-7872-01-7
- Історія української літератури XX ст. : у 2 кн. : [навч. посіб. для філол. ф-тів вузів] ; Кн. 1. 1910—1930-ті рр. / за ред. В. Г. Дончика. — 2-ге вид., стер. — К. : Либідь, 1994. --781 с.
- Початки української комедії, (1619 - 1819) / М. Возняк. - 2. незмінене вид. - New York : Говерля, 1955. - 251 с. - (Матеріяли й документи ; ч. 1)
- Українське письменство : попул. нарис для самоосвіти / Б. Романенчук. - 2-ге, поправл. і допов. вид. - Інсбрук : Від. культур.-освіт. праці [УЦДО], 1946 . - ([Народна бібліотека відділу КОП]).

Ч. 1 : Стара доба. - 1946. - 168 с.
- "Зри сія знаменія княжате славного". Геральдична поезія в українському бароко : [монографія] / Юрій Миненко ; Нац. ун-т "Остроз. акад.". - Острог : Вид-во Нац. ун-ту "Остроз. акад.", 2013. - 159 с. : іл. - Бібліогр.: с. 146-158. - 100 пр.
- Українське літературне бароко. Культурологічний та мистецтвознавчий аспекти вивчення : навч. посіб. / Л. Л. Нежива ; Держ. закл. "Луган. нац. ун-т ім. Тараса Шевченка". - Луганськ : ДЗ "ЛНУ імені Тараса Шевченка", 2011. - 180 с. : рис. - Бібліогр.: с. 174-178. - 1000 пр. - ISBN 978-966-617-278-8
- Українське літературне бароко : вибр. пр. з давньої л-ри / Д. І. Чижевський ; голова ред. кол. О. Пріцак ; підготов. вид., передм. О. В. Мишанич ; Ін-т л-ри ім. Т. Г. Шевченка НАН України. - К. : Обереги, 2003. - 575 с. - (Київська бібліотека давнього українського письменства. Студії ; т. 4). - ISBN 966-513-051-X
- Неповторність повторного. Барокові традиції в літературі українського романтизму : монографія / Ольга Новик ; Харк. нац. пед. ун-т ім. Г. С. Сковороди. - Х. : Майдан, 2011. - 368 с. - Бібліогр. в кінці розд. - 300 пр. - ISBN 978-966-372-425-6
- Патерик Києво-Печерський: за ред., написаною 1462 року по Різдві Христовому печерським ченцем Касіяном / сост. І. Жиленко ; ред. Касіян. - К. : Вид. дім "КМ Akademia", 1998. - 346 с. - ISBN 966-518-140-8
- З історії латинських літературних впливів в українському письменстві XVI-XVIII ст. / О. М. Циганок ; НАН України, Ін-т л-ри ім. Т. Г. Шевченка. - К. : Педагогічна преса, 1999. - 101 с. - ISBN 966-7320-9-Х
- Елегія в давній українській літературі XVI-XVIII століть / О. Г. Ткаченко. - Суми : Вид-во мистецького центру "Собор", 1996. - 118 с. - ISBN 966-7164-25-X
- Муза Роксоланська : українська література XVI-XVIII століть: У 2 кн. / В. О. Шевчук. - К. : Либідь, 2004 . - ISBN 966-06-0353-3.

Кн. 1 : Ренесанс. Раннє бароко. - [Б. м.] : [б.в.], 2004. - 398 с.: іл. - ISBN 966-06-0354-1 (кн. 1)
Кн. 2 : Розвинене бароко. Пізнє бароко. - [Б. м.] : [б.в.], 2005. - 726 с.: іл. - ISBN 966-06-0355-X (кн. 2)
- Сатира і гумор української прози XVI-XVIII ст.] : [монографія] / Л. О. Махновець ; АН УРСР, Ін-т л-ри ім. Т. Г. Шевченка. - К. : Наукова думка, 1964. - 480 с.
- Українські інтермедії XVII-XVIII ст. : пам'ятки давньої української літератури / АН УРСР, Ін-т л-ри ім. Т. Г. Шевченка ; підгот. Л. Є. Махновець ; вступ. ст. і відп. ред. М. К. Гудзій. - К. : Вид-во АН УРСР, 1960. - 239 с.
- Пересотворення світу : українська поезія XVII-XVIII століть / Б. Криса. - Львів : Свічадо, 1997. - 215 с. - ISBN 966-561-040-6
- Зорова поезія в українській літературі кінця XVI-XVIII ст. / М. І. Сорока ; Київський ун-т ім. Т.Шевченка. Ін-т українознавства. - К. : [б.в.], 1997. - 208 с. - ISBN 966-522-115-9
- Слово про Ігорів похід : літературна монографія / Іларіон (Митрополит). - 2-е вид., доп. - Вінніпеґ : Видання товариства "Волинь", 1967. - 251 с.
- "Слово о полку Ігоревім" як пам'ятка української літератури (до 820-річчя написання твору) : матеріали наук. конф. (Львів, 6 груд. 2007 р.) / Центр наук. дослідж. давньої укр. л-ри "Ін-т Слова", Львів. нац. ун-т ім. Івана Франка ; [відп. ред. П. Я. Салевич]. - Л. ; Дрогобич : Коло : Спадщина предків, 2011. - 276 с. : рис. - (Studia Philogica). - Бібліогр. в кінці ст. - 300 пр. - ISBN 978-966-2405-92-7
- Слово о полку Ігоревім як історичне джерело. Таємниці давніх письмен / Б. І. Яценко. - К. : Видавничий центр "Просвіта", 2006. - 508 с. - ISBN 966-8547-68-3
- Становлення історичної белетристики в давній українській літературі / Г. І. Павленко ; АН УРСР, Ін-т л-ри ім. Т. Г. Шевченка. - К. : Наукова думка, 1984. - 324 с. - (Літературознавство). - 700 пр.
- Література Київської Русі: між міфопоетикою і християнським символізмом : [статті : монографія] / Олександр Александров. - О. : Астропринт, 2010. - 472 с. - Бібліогр.: с. 453-470. - 300 пр. - ISBN 978-966-190-330-1
- Література Київської Русі : [навч. посіб.] / Оксана Сліпушко ; Київ. нац. ун-т ім. Тараса Шевченка, Ін-т філології. - Київ : Київ. ун-т, 2014. - 393 с. - Бібліогр.: с. 350-393. - 100 пр. - ISBN 978-966-439-749-7
- Студії над українськими літописами : [зб. наук. пр.] / Михайло Возняк ; упоряд. Назар Федорак ; Львів. нац. ун-т ім. І. Франка. - Л. : ЛНУ ім. І. Франка, 2011. - 595 с. - 500 пр. - ISBN 978-966-613-837-1
- Літописи Київської Русі / П. П. Толочко. - К. : Київськая академія євробізнесу, 1994. - 87 с. : іл. - Бібліогр.: с. 82-84. - 10000 пр. - ISBN 5-85654-033-6
- Київський літопис XII ст. (Картини з історії Княжої України XII ст.; "Слово о полку Ігоревім": (Лицарська поема XII ст.) / М. Ріпецький. - Мюнхен : [б.в.], 1959. - 105 с.: іл. - (Сторінки з історії Української церкви і культури ; вип.7, Ч.2)
- Еволюція та функціонування літературних образів у книжності Києворуської держави (XI - перша половина XIII ст.) : монографія / О. М. Сліпушко ; Київський національний ун-т ім. Тараса Шевченка. - К. : Аконіт, 2009. - 415 с. - Бібліогр.: с. 366-415. - ISBN 978-966-8001-54-3
- Українська література пізнього Середньовіччя (друга половина XIII - XV ст.). Джерела. Система жанрів. Духовні інтенції. Постаті : [монографія] / Юрій Пелешенко ; Нац. акад. наук України, Ін-т л-ри ім. Т. Г. Шевченка. - Вид. 2-е, переробл. і допов. - К. : Стилос, 2012. - 607 с. : іл. - ISBN 978-966-193-073-4
- Українська середньовічна література : монографія / Петро Білоус. - Житомир : Євенок О. О. [вид.], 2015. - 579, [3] с. - Бібліогр.: с. [582]. - 300 пр. - ISBN 978-617-7265-19-0
- Література волинського краю (XI-XVIII ст.) : навч. посіб. / Лариса Семенюк. - Луцьк : Твердиня, 2013. - 184, [6] с. : іл. - Бібліогр.: с. 175-184. - 500 пр. - ISBN 978-617-517-172-1
- Українська література XI-XVIII сторіч / Гнат Бердо. - К. : Щек, 2011. - 191 с. - ISBN 978-966-2031-13-1
- Історія української літератури XI-XVIII ст.: навч. посіб. / Л. С. Семенюк ; Східноєвроп. ун-т ім. Лесі Українки, Ін-т філології та журналістики. - Луцьк : Вежа-Друк, 2014. - 415 с. - Бібліогр.: с. 394-412. - 300 пр. - ISBN 978-617-7181-06-3
- З історії української літератури XVII-XVIII століть / Л. Ушкалов. - Х. : Акта, 1999. - 216 с. - (Серія "Харківська школа"). - ISBN 966-7021-26-2 (серія). - ISBN 966-7021-29-7
- Українська драматургія XVII - XVIII ст. / Микола Сулима ; Нац. акад. наук України, Ін-т л-ри ім. Т. Г. Шевченка. - Вид. 3-тє. - К. : Стилос, 2010. - 367 с. - ISBN 978-966-193-041-3
- Фунеральне письменство в українських поетиках та риториках XVII-XVIII ст.: теорія та взірці : монографія / Ольга Циганок ; Київ. нац. ун-т ім. Тараса Шевченка. - Вінниця : Едельвейс і К, 2014. - 361 с. - Бібліогр.: с. 333-361. - 300 пр. - ISBN 978-966-2462-53-1
- Короткий огляд українського письменства: від 11 до 18 століття : для ужитку молодіжи / О. Макарушка. - Вінніпег : Українська видавнича спілка, 1917. - 93 с.

Короткий огляд українського письменства: від XI до XVIII столїтя : для ужитку молодїжи / О. Макарушка. - Вінніпег, Манітоба : Українська видавнича спілка, 1917. - 84 с. - Компакт 2.
- Історія української літератури XX століття : підручник для студ. гуманіт. спец. вузів: У 2 кн. / ред. В. Г. Дончик. - К. : Либідь, 1998 . - ISBN 966-06-0024-0.

Кн. 1 : Перша половина ХХ століття / В. П. Агеєва [та ін.]. - [Б. м.] : [б.в.], 1998. - 464 с. - ISBN 966-06-0025-9
Кн. 2, ч. 1 : 1940-ві - 1950-ті роки / В. Г. Дончик [та ін.]. - 1994. - 367 с. - ISBN 5-325-0476-Х (Кн. 2. Ч. 1)
Кн. 2, ч. 2 : 1960 - 1990-ті роки / В. Г. Дончик [та ін.]. - 1995. - 510 с. - ISBN 5-325-00477-8
- Історія української літератури XX століття : навч. посіб. для студ. ВНЗ напрямку підгот. "Філологія" / ред. В. І. Кузьменко. - К. : КСУ, 2007. - 374 c. - ISBN 966-576-000-6
- Історія української літератури: кінець XIX - поч. XXI ст. : підручник : у 10 т. / Юрій Ковалів. - Київ : Академія, 2013 . - (Серія "Альма-матер"). - ISBN 978-966-580-310-2 (серія). - ISBN 978-966-580-417-8.

Т. 1 : У пошуках іманентного сенсу. - 2013. - 510 с. - Бібліогр.: с. 497-510. - ISBN 978-966-580-418-5 (т. 1)
Т. 2 : У пошуках іманентного сенсу. - 2013. - 622 с. - Бібліогр.: с. 616-622. - ISBN 978-966-580-421-5 (т. 2)
Т. 4 : У сподіваннях і трагічних зламах. - 2015. - 574 с. - Бібліогр.: с. 568-574. - ISBN 978-966-580-467-3 (т. 4)
- Історія української літератури XX - поч. XXI ст. : навч. посіб. : у 3 т. / за ред. д-ра філол. наук, проф. В. І. Кузьменка. - К. : Академвидав, 2013 . - (Альма-матер). - ISBN 978-966-8226-89-2 (серія). - ISBN 978-617-572-065-3.

Т. 1 / [Кузьменко В. І. та ін.]. - 2013. - 588 с. - Бібліогр. в кінці ст. - ISBN 978-617-572-066-0 (Т. 1)
Т. 2 / [В. І. Кузьменко та ін.]. - 2014. - 532 с. - Бібліогр. в кінці ст. - ISBN 978-617-572-081-3 (Т. 2)
Т. 3 : У сподіваннях і трагічних зламах. - 2014. - 471 с. - Бібліогр.: с. 467-471. - ISBN 978-966-580-450-5 (т. 3)
- Історія української літератури останньої чверті XX - початку XXI століття : навч.-метод. посіб. / Оксана Вертипорох ; Черкас. нац. ун-т ім. Богдана Хмельницького, Каф. укр. літ. та компаративістики. - Черкаси : ЧНУ ім Б. Хмельницького, 2016. - 145 с. - Бібліогр.: с. 132-145. - 50 пр.
- Сучасна українська література : компендіум / Валентина Саєнко ; Одес. нац. ун-т ім. І. І. Мечникова. - Одеса : Астропринт, 2014. - 348, [1] с. : табл. - Бібліогр.: с. 35-45. - 300 пр. - ISBN 978-966-190-947-1
- Агіографічні мотиви в сучасній українській прозі : монографія / Галина Випасняк ; ДВНЗ "Прикарпат. нац. ун-т ім. Василя Стефаника", Івано-Франків. нац. мед. ун-т. - Івано-Франківськ : Кушнір Г. М. [вид.], 2012. - 251 с. - Бібліогр.: с. 214-245. - 300 пр. - ISBN 978-966-2343-05-2
- Украінская літаратура і ўкраінска-беларускія літаратурныя ўзаемасувязі : у 3 ч. - Мінск : БДУ, 2012 . - ISBN 978-985-518-650-3.

Ч. 1. : Эпоха Сярэднявечча - XIX ст. : вучэб. дапаможніка для студэнтаў выш. навуч. устаноў па спец. "Славянская філалогія", "Беларуская філалогія", "Руская філалогія" / Т. В. Кабржыцкая, У. В. Рагойша. - 2012. - 215 с. - Бібліогр. в кінці розд. - 200 экз. - ISBN 978-985-518-651-0 (ч. 1)
- Seventeenth-century writings on the Kievan Caves Monastery / introd. P. Lewin. - Cambridge, Massachusetts : Ukrainian research institute of Harvard Univ., 1987. - 429 p. - (Harvard library of early Ukrainian literature. Texts ; vol.4). - ISBN 0-916548-24-5
- The Paterik of the Kievan Caves Monastery / transl. M. Heppell ; pref. D. Obolensky ; Ukrainian Research Institute of Harvard University. - Cambridge, Massachusetts : Harvard UP, 1989. - lii, 262 p. - (Harvard library of early Ukrainian literature. Engl. transl. ; vol.1). - Бібліогр.: P.231-241. - ISBN 0-916458-27-X
- The Povest' vremennykh let : interlinear collation and paradosis / comp. and ed. D. Ostrowski [a.o.]. - Harvard : Harvard UP, 2003 .

Pt. 1. - 2003. - LXXXIII, 690 p. - (Harvard library of early Ukrainian literature. Texts ; vol. 10, Pt. 1). - ISBN 0-916458-91-1 (pt.1)
Pt. 2. - 2003. - CLXVI, 691-1372 p. - (Harvard library of early Ukrainian literature. Texts ; vol. 10, Pt. 2). - ISBN 0-916458-91-1 (pt.2)
- The Old Rus' Kievan and Galician-Volhynian chronicles: the Ostroz'kyj (Xlebnikov) and Cetvertyns'kyj (Pogodin) codices / introd. O. Pritsak. - Cambridge, Massachusetts : Ukrainian research institute of Harvard Univ., 1990. - ixxxix, 761 p. - (Harvard library of early Ukrainian literature. Texts ; vol.8). - ISBN 0-916458-37-7
- Szkice o literaturze. Kultura, literaturoznwstwo, publicystyka / Iwan Franko. – Warszawa ; Drohobycz, 2016. – 392 s.

Нині Інститут літератури імені Тараса Шевченка НАН України працює над написанням нової («академічної») багатотомної «Історії літератури».
- Історія української літератури : у 12 т. / редкол. : Віталій Дончик (голова) [та ін.] ; Нац. акад наук України, Ін-т літ. ім. Т. Г. Шевченка НАН України. - Київ : Наукова думка, 2013 . - ISBN 978-966-00-1299-8.

Т. 1 : Давня література (Х - перша половина XVI ст.) / [Юрій Пелешенко та ін.] ; наук. ред. : Юрій Пелешенко, Микола Сулима ; передм. Миколи Жулинського. - 2013. - 838 с. : іл. - 300 пр. - ISBN 978-966-00-1357-5 (т. 1)
Т. 2 : Давня література (друга половина XVI - XVIII ст.) / [М. Сулима та ін.] ; наук. ред:. Віра Сулима, Микола Сулима. - 2014. - 838, [33] с. : іл. - 300 пр. - ISBN 978-966-00-1358-2 (т. 2)